# Azorella pedunculata
Azorella pedunculata är en flockblommig växtart som beskrevs av Carl Ludwig von Willdenow och Dc. Azorella pedunculata ingår i släktet Azorella och familjen flockblommiga växter. Inga underarter finns listade i Catalogue of Life.